# Katastrofa lotu China Eastern Airlines 5398
Katastrofa lotu China Eastern Airlines 5398 (MU5398) – katastrofa lotnicza, która wydarzyła się 26 października 1993 r. w Chińskiej Republice Ludowej. Samolot pasażerski McDonnell Douglas MD-82, obsługiwany przez China Eastern Airlines, leciał z portu lotniczego Shenzhen do portu lotniczego Fuzhou Yixu w Fuzhou. Samolot rozbił się na podejściu do lotniska podczas ulewnego deszczu i silnego wiatru. Zginęły dwie osoby z łącznie 80 znajdujących się na pokładzie (pasażerów i załogi).

## Wypadek
O godzinie 11:50 samolot MU5398 wystartował z lotniska w Shenzhen i miał wylądować o godzinie 12:50 na lotnisku Fuzhou Yixu. 
O 12:32 załoga skontaktowała się z wieżą przygotowując się do lądowania. Załoga rozpoczęła podejście pomimo słabej widoczności, co spowodowało poważne zboczenie w prawo. Załoga nie przerwała lądowania i nie zainicjowała odejścia na drugi krąg, ale próbowała skorygować kurs, kontynuując zniżanie. Zaledwie kilometr od pasa startowego i tylko 20 m nad ziemią załoga zdecydowała się na odejście, jednak samolot stracił wysokość, i rozpadł się na 3 części. Dwie osoby zginęły, a dziesięć zostało rannych.
Późniejsze śledztwo ujawniło, że załoga nie współpracowała dobrze z kontrolerem ruchu lotniczego. Za przyczynę wypadku uznano błąd pilota.

## Po katastrofie
Linie China Eastern Airlines w dalszym ciągu korzystają z lotu o numerze MU5398, ale została zmieniona trasa z portu lotniczego Chongqing-Jiangbei do portu lotniczego Szanghaj-Pudong, trasa obsługiwana jest przez Boeing'a 737.
Port lotniczy Fuzhou Yixu został zbudowany w 1944 roku jako lotnisko wojskowe. Od 1974 roku służył zarówno do użytku cywilnego, jak i wojskowego i był obsługiwany przez wiele krajowych i międzynarodowych linii lotniczych. Ze względu na krótką długość pasa startowego i rosnący ruch lotniczy w 1991 r. zaproponowano utworzenie nowego lotniska cywilnego. 23 czerwca 1997 r. otwarto do użytku międzynarodowy port lotniczy Fuzhou-Changle. Port lotniczy Fuzhou Yixu wrócił tylko do użytku wojskowego.